# Kanton Sainte-Suzanne (Mayenne)
Kanton Sainte-Suzanne (fr. Canton de Sainte-Suzanne) je francouzský kanton v departementu Mayenne v regionu Pays de la Loire. Tvoří ho devět obcí.

## Obce kantonu
- Blandouet
- Chammes
- Sainte-Suzanne
- Saint-Jean-sur-Erve
- Saint-Léger
- Saint-Pierre-sur-Erve
- Thorigné-en-Charnie
- Torcé-Viviers-en-Charnie
- Vaiges